# 拉瓦省

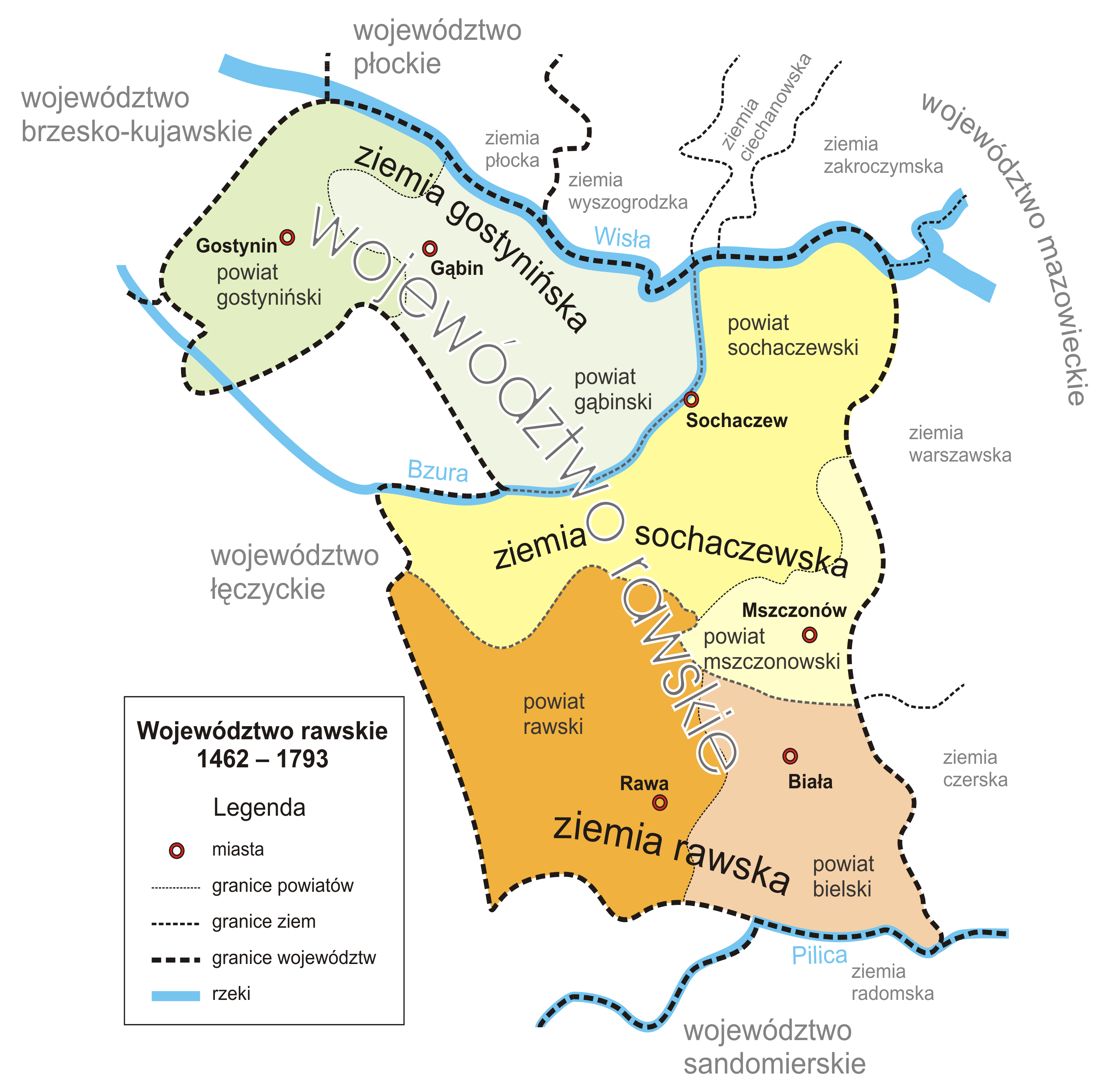
拉瓦省

拉瓦省（波蘭語：Województwo Rawskie）是一个15世纪建立，1795年瓜分波兰时撤销的波兰王国行政区划和地方政府。和普沃茨克省与马索维安省为以前的行省马索维亚的组成部分。

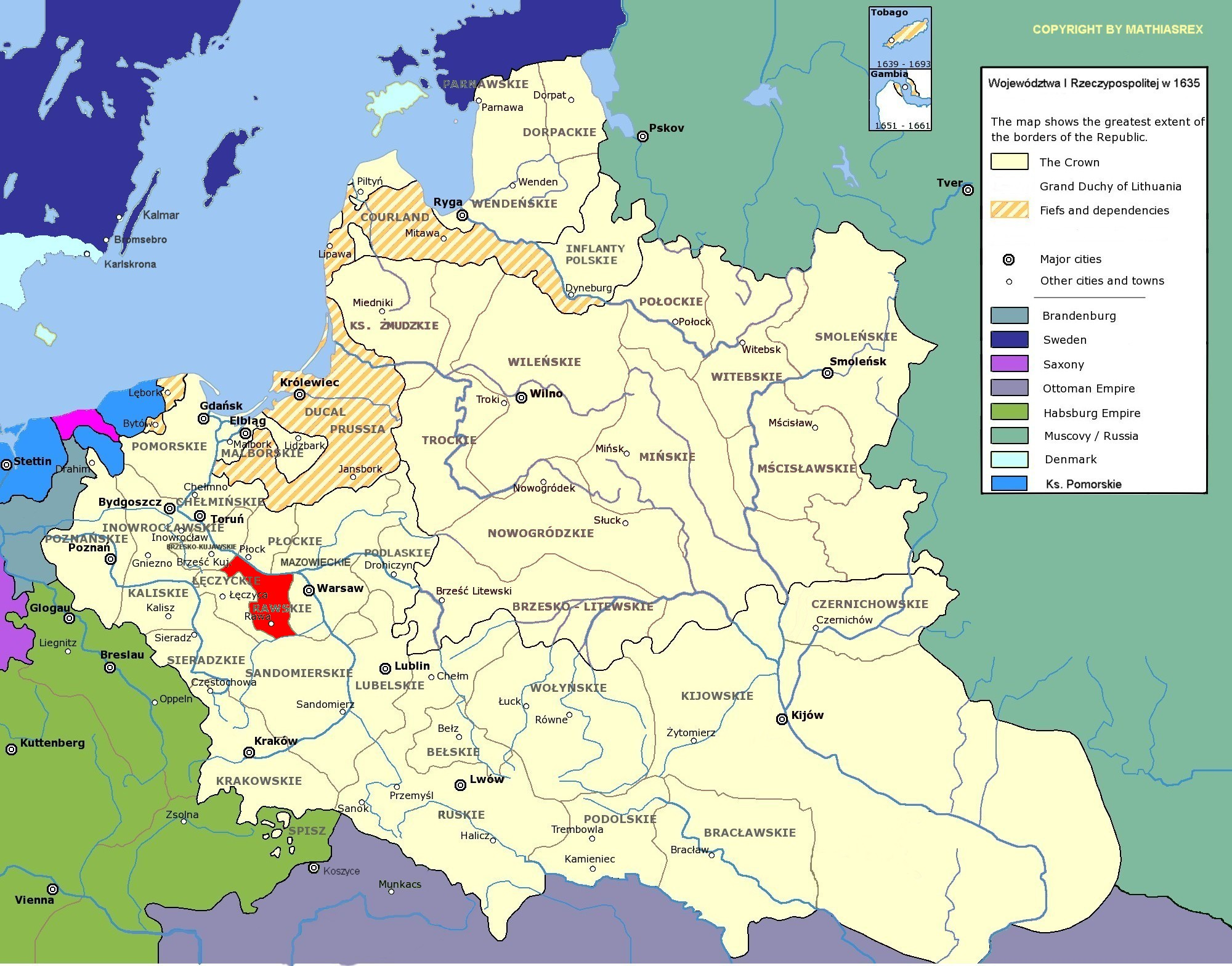
拉瓦省

## 政府部门所在地
省总督（Wojewoda）所在地：
- 拉瓦-马佐夫舍

## 行政区划
| 行政区划     | 波兰语             | 首府          |
| 拉瓦地区     | ziemia rawska      | 拉瓦-马佐夫舍 |
| 高斯丁地区   | ziemia gostyńska   | 高斯丁        |
| 索哈切夫地区 | ziema sochaczewska | 索哈切夫      |

## 省总督
- 菲利普·莫鲁茨基（1627年－1642年）
- 乌卡施·欧帕良斯基